# National Board of Review Awards 2021
La 93ª edizione dei National Board of Review Awards ha premiato i migliori film del 2021.
I vincitori sono stati annunciati il 2 dicembre 2021.

## Classifiche

### Migliori dieci film dell'anno
- Licorice Pizza, regia di Paul Thomas Anderson
- Belfast, regia di Kenneth Branagh
- Don't Look Up, regia di Adam McKay
- Dune, regia di Denis Villeneuve
- Una famiglia vincente - King Richard (King Richard), regia di Reinaldo Marcus Green
- The Last Duel, regia di Ridley Scott
- La fiera delle illusioni - Nightmare Alley (Nightmare Alley), regia di Guillermo del Toro
- Red Rocket, regia di Sean Baker
- Macbeth (The Tragedy of Macbeth), regia di Joel Coen
- West Side Story, regia di Steven Spielberg

### Migliori film stranieri
- Benedetta, regia di Paul Verhoeven
- Lamb (Dýrið), regia di Valdimar Jóhannsson
- Una madre, una figlia (Lingui, les liens sacrés), regia di Mahamat Saleh Haroun
- Titane, regia di Julia Ducournau
- La persona peggiore del mondo (Verdens verste menneske), regia di Joachim Trier

### Migliori cinque documentari
- Ascension, regia di Jessica Kingdon
- Attica, regia di Traci Curry e Stanley Nelson
- Flee (Flugt), regia di Jonas Poher Rasmussen
- The Rescue, regia di Jimmy Chin ed Elizabeth Chai Vasarhelyi
- Roadrunner: A Film About Anthony Bourdain, regia di Morgan Neville

### Migliori dieci film indipendenti
- Il collezionista di carte (The Card Counter), regia di Paul Schrader
- C'mon C'mon, regia di Mike Mills
- CODA, regia di Sian Heder
- Sir Gawain e il Cavaliere Verde (The Green Knight), regia di David Lowery
- Holler, regia di Nicole Riegel
- Jockey, regia di Clint Bentley
- Old Henry, regia di Potsy Ponciroli
- Pig - Il piano di Rob (Pig), regia di Michael Sarnoski
- Shiva Baby, regia di Emma Seligman
- The Souvenir: Part II, regia di Joanna Hogg

## Premi
- Miglior film: Licorice Pizza, regia di Paul Thomas Anderson
- Miglior regista: Paul Thomas Anderson per Licorice Pizza
- Miglior attore: Will Smith per Una famiglia vincente - King Richard (King Richard)
- Miglior attrice: Rachel Zegler per West Side Story
- Miglior attore non protagonista: Ciarán Hinds per Belfast
- Miglior attrice non protagonista: Aunjanue Ellis per Una famiglia vincente - King Richard (King Richard)
- Miglior sceneggiatura originale: Asghar Farhadi per Qahremān
- Miglior sceneggiatura non originale: Joel Coen per Macbeth (The Tragedy of Macbeth)
- Miglior performance rivelazione: Alana Haim e Cooper Hoffman per Licorice Pizza
- Miglior regista esordiente: Michael Sarnoski per Pig - Il piano di Rob (Pig)
- Miglior film d'animazione: Encanto, regia di Byron Howard e Jared Bush
- Miglior film straniero: Qahremān, regia di Asghar Farhadi
- Miglior documentario: Summer of Soul (...Or, When the Revolution Could Not Be Televised), regia di Questlove
- Miglior cast: The Harder They Fall
- Miglior fotografia: Bruno Delbonnel per Macbeth (The Tragedy of Macbeth)
- Premio per la libertà di espressione: Flee (Flugt), regia di Jonas Poher Rasmussen